# Wladimir Andrejewitsch Putschkow

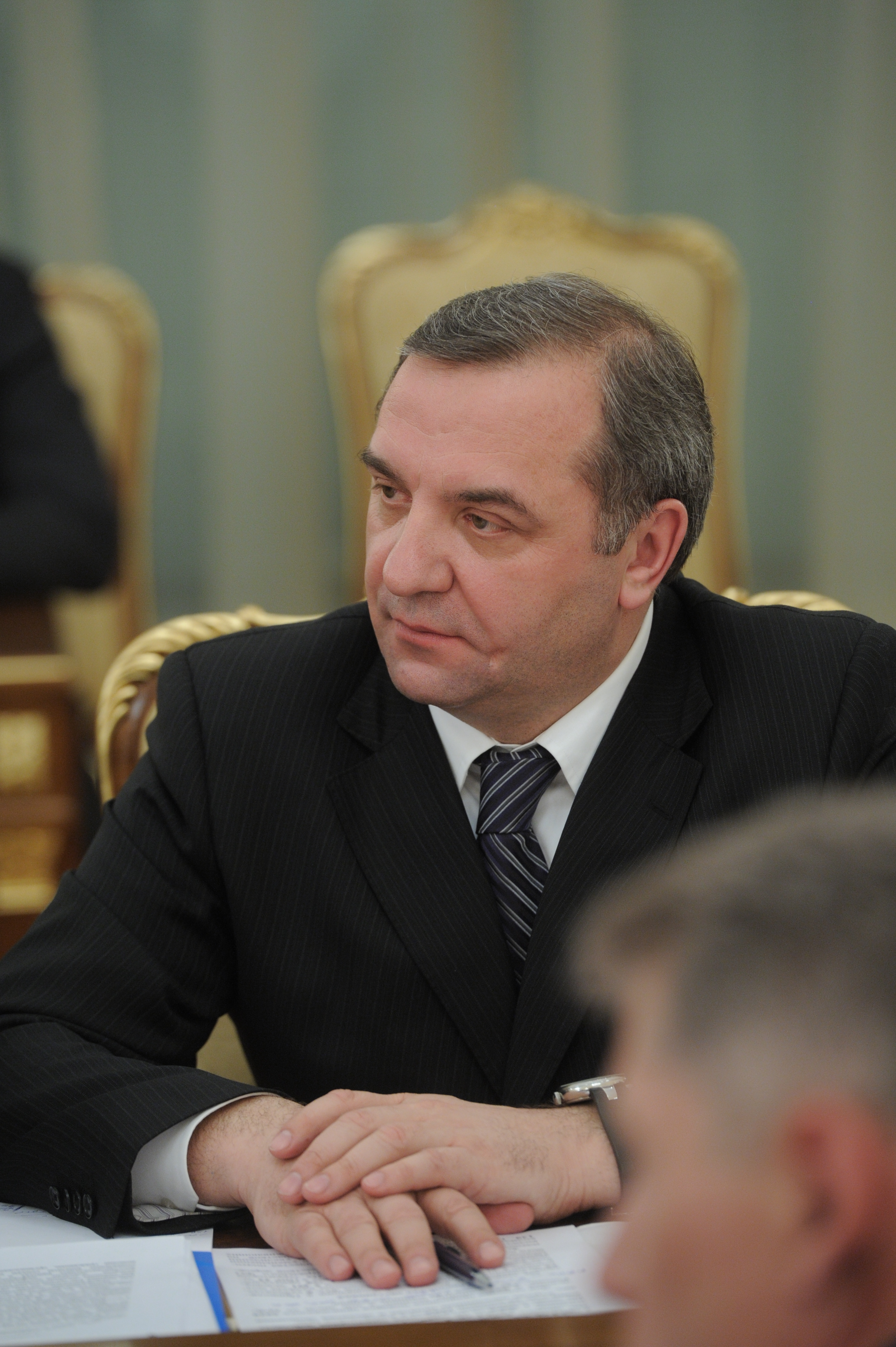
Wladimir Putschkow (2012)

Wladimir Andrejewitsch Putschkow (russisch Владимир Андреевич Пучков; * 1. Januar 1959 in Nowinka (Rajon Schirnowsk), Rajon Schirnowsk, Oblast Stalingrad) ist ein russischer Politiker der Partei Einiges Russland, Generalleutnant der Reserve und Wirklicher Staatsrat 1. Klasse der Russischen Föderation.

## Biographie
Putschkow absolvierte 1979 die Höhere Militäringenieur-Kommandoschule in Tjumen und 1988 die Walerian Kuibyschew-Militäringenieurakademie in Moskau. Eine weitere akademische Ausbildung erwarb er im Jahr 2000 an der Russischen Akademie für Öffentliche Verwaltung beim Präsidenten der Russischen Föderation.
Seit 1997 bekleidete Puschkow verschiedene Posten im Katastrophenschutzministerium der Russischen Föderation. Zwischen 2006 und 2007 war er Leiter Ministeriums im Regionalzentrum Nord-West. Vom Juli 2007 bis Mai 2012 war er stellvertretender Minister für Katastrophenschutz.
Als Nachfolger von Sergei Schoigu wurde er am 21. Mai 2012 zum Minister für Zivilverteidigung und Katastrophenschutz im Kabinett von Dmitri Medwedew ernannt und hatte diese Posten bis zum 18. Mai 2018.
Wladimir Putschkow ist verheiratet und hat vier Kinder.

## Sonstiges
Wie die russische Zeitung „Kommersant“ behauptet, war das Verhältnis zwischen Putschkow und Schoigu während ihrer Tätigkeit im Katastrophenschutzministerium „angespannt“.